# CRISPRoff et CRISPRon
CRISPRoff est une protéine Cas9 mutée pour agir sur la méthylation de l'ADN et réprimer des histones. Elle est utilisée expérimentalement pour « éteindre » un gène (silençage génique) en le rendant inaccessible à la machinerie cellulaire. 
Cette innovation, mise au point par l'équipe de Jonathan Weissman et Luke Gilbert de l’Université de Californie, et présentée en 2021, permet d'apporter des modifications épigénétiques héréditaires mais réversibles grâce à l'« antidote » CRISPRon.

## Contexte
La technologie d'édition génomique Cas9 permet d'apporter des modifications au génome. On sait depuis cibler aussi l'épigénome d'un organisme et donc moduler l'expression d'un gène. Si les modifications apportées au génomes sont pérennes, se transmettant aux générations suivantes, ce n'était pas le cas des modifications épigénomiques. Celles-ci n'affectent pas l'ADN qui ne se transmettent donc pas lors des divisions cellulaires.
L’invention de 2021 permet d'apporter des modifications pérennes et réversibles des marques épigénétiques pour activer ou désactiver temporairement l'expression d'un gène. Elle est jugée extrêmement prometteuse. « Avec cette nouvelle technologie CRISPRoff, vous pouvez écrire un programme dont la cellule se souvient, et qui est exécuté indéfiniment » explique Luke Gilbert, coauteur de l'étude.
L'invention a été utilisée pour faire taire « presque entièrement » l’expression de la protéine tau dans des cellules souches pluripotentes.